# Čiulai
Čiulai è un piccolo centro abitato del distretto di Molėtai della contea di Utena, nel nord-est della Lituania. Secondo il censimento del 2011, la popolazione ammonta a 38 abitanti. Situato lungo  la strada nazionale 114 che conduce da Molėtai a Ignalina, non è lontano da tre piccoli laghi localizzati a sud-est del villaggio: Tramys I, Tramys II e, il maggiore, il Baltieji Lakajai.

## Storia
Il centro abitato viene menzionato per la prima volta nei documenti di costituzione della città di Molėtai nel 1688. Nel 1941, il municipio di Čiulai fu devastato dall'Armata Rossa, secondo quanto riportato dagli Archivi nazionali lituani.